# アルベルト・ヒメネス (サッカー選手)
アルベルト・ヒメネス・ベニテス（Alberto Jiménez Benítez、1992年11月15日 - ）は、スペイン・カナリア諸島ラ・オリバ出身のサッカー選手。CDカステリョン所属。ポジションはディフェンダー。

## クラブ経歴
カナリア諸島のラ・オリバに生まれ、2011年までCDテネリフェのカンテラに在籍した。2013年8月13日、当時21歳にしてADアルコルコンとのリーグ戦でプロデビューを果たした。翌年8月13日、テネリフェとの契約を2年間延長し、延長後すぐにバレンシアCF・メスタージャに貸し出された。
バレンシアから復帰後の2016-17シーズン、ジローナFCとの試合でプロ初ゴールを記録した。